# Mustasaari (ö i Finland, Birkaland, Nordvästra Birkaland, lat 61,91, long 23,07)
Mustasaari är en ö i Finland. Den ligger i sjön Leppäsjärvi och i kommunen Ikalis i den ekonomiska regionen  Nordvästra Birkalands ekonomiska region  och landskapet Birkaland, i den sydvästra delen av landet, 220 km nordväst om huvudstaden Helsingfors. Öns area är 0,8 hektar och dess största längd är 120 meter i nord-sydlig riktning.